# Peperomia foliiflora
Peperomia foliiflora är en pepparväxtart som beskrevs av Ruiz & Pav.. Peperomia foliiflora ingår i släktet peperomior, och familjen pepparväxter. Inga underarter finns listade i Catalogue of Life.